# Eagle Riders
Eagle Riders («Крылатые всадники») — американская 65-серийная версия второго и третьего сезона японского муьтсериала «Команда учёных-ниндзя „Гатчаман“», выпущенная студией Saban Entertainment для США и Австралии

## Сюжет
Действие сериала разворачивается в недалеком будущем, когда на Землю возвращается инопланетный захватчик Сайберкон. Путём генетического отбора он похищает трехлетнюю девочку Ненси и превращает её в своего командующего армией андроидов — Малланокса. Что бы противостоять угрозе, уважаемый учёный, доктор Кин, вновь созывает команду известную как «Eagle Riders» (в русском переводе гатчаман-сообщества «Крылатых всадников»).

## Связь и расхождение с оригиналом
«Крылатые всадники» представляют собой компиляцию второго и третьего сезона сериала Команда учёных-ниндзя «Гатчаман», сформированных в один сезон, без учёта «разрыва» между показами оригиналами.
В сериале так же изменились имена ряда персонажей и организаций
| Гатчаман                          | Крылатые Всадники             |
| --------------------------------- | ----------------------------- |
| Международная научная организация | Глобальный совет безопасности |
| Доктор Намбу                      | Доктор Кин                    |
| Кен Васио                         | Хантер Хэрис                  |
| Джо Асакура                       | Джо Факс                      |
| Агата Дзюн                        | Келли Дженнар                 |
| Джинпей                           | Микки Дуган                   |
| Рю Наканиси                       | Оли Киавани                   |
| Красный Импульс / Кентаро Васио   | Харли Хэрис                   |
| Берг Каце                         | Люкан                         |
| Лидер X                           | Сайберкон                     |
| Галактор                          | Ворак                         |
| Гельсарда                         | Малланокс                     |
| Доктор Пандора                    | Доктор Эйкинс                 |
| Сэми Пандора                      | Ненси Эйкинс                  |
| Доктор Рафаэль                    | Профессор Эндро               |
| Граф Эго Босле                    | Счастливчик                   |
| Мекандол                          | Олаф                          |
| Кемплер                           | Вэкс                          |
| Камо                              | Механик Эйвери                |

Помимо этого ряд серий был перемонтирован, последовательность эпизодов внутри одной серии меняется, например в шестой серии «Старый друг, Новый враг» (Old Friends, New Enemies) по соображениям цензуры эпизод гибели Лизы был перемонтирован как её ночной кошмар, а сцена где Хантер рассказывает ей о предательстве Карла вынесена в конец, и переозвучена под сцену прощания
Так же в некоторые серии были вмонтированы сцены из первого сезона Гатчаман, например в серии «Относительность» (Relativity) вмонтирован фрагмент из первого сезона, где раненый Джо находится в госпитале.
Разумеется, как и в более ранних переизданиях Гатчаман для США, цензура коснулась сцен с насилием. Из «Крылатых всадников» практически полностью вырезали сцены содержащие кровь и убийства. Гибель бойцов «Галактора» (в оригинале) была представлена как уничтожение роботов-андроидов Ворака. Доктор Эйкинс и профессор Эндро не погибли, равно как и Малланокс (которая в оригинале умирает и воссоединяется со своей матерью), последний трансформировался в Счастливчика (в оригинале это совершенно другой персонаж третьего сезона, надменный аристократ Эго Бослер).
Изложение сериала было представлено как воспроизведение отчетов из досье Глобального совета безопасности, и почти всегда новая серия начинается с фразы «Отчет Глобальному совету безопасности номер…», далее следует номер серии и повествование лица, от имени которого излагается отчёт. В частности, такая система позволила избежать наложение закадрового голоса рассказчика.

## Сюжетные ляпы
В сериале есть ряд нестыковок о прошлом Малланокса, так в 13 серии Малланокс глядя на портрет Люкана утверждает, что это его отец (в оригинале Гельсарда глядя на фотографию Каце возмущается, что у него не было вкуса). А в 26 серии Малланокс говорит, что его отец был инопланетянином, а мать ирландкой. В то время, как в 45 серии она недовольна тем, что Сайберкон скрывает от неё её прошлое и в действительности доктор Эйкинс является её матерью (отец же погиб во время крушения лайнера «Амброзия» в первой серии).